# Seda ing Krapyak van Mataram
Seda ing Krapyak van Mataram was de heerser van het machtige Mataram, een keizerrijk op Java. Seda ing Krapyak was de vader en voorganger van Adipati Martapura die maar één dag regeerde en van Agung de Grote.